# Luso Caffé
O Café Luso é um espaço situado na Praça de Carlos Alberto, um espaço intimamente ligado à história da cidade do Porto. Tendo sido fundado como Café Luso-Africano, em meados de 1935 veio a adoptar a designação Luso Café, e assim ficou conhecido durante as décadas seguintes, sendo um ponto de paragem obrigatória para Portuenses de todas as classes e extractos sociais bem como várias personalidades ligadas à cultura.
O emblemático Café Luso, veio a ser a sede de campanha do general Humberto Delgado e, a 14 de Maio de 1958, é aí que, no seu discurso, exclama: "O meu coração ficará no Porto!" Foi a maior enchente de pessoas jamais vista nesta praça.
Em 1980 acolhe uma conversa rotineira entre Mário Dorminsky, Beatriz Pacheco Pereira e o pintor José Manuel Pereira. Os dois primeiros, já entusiasmados com o cinema, queriam mostrar filmes e o pintor queria, naturalmente, mostrar quadros. Conversa puxa conversa, senta-se mais uma pessoa na mesa, o actor António Reis, e surge, então, a ideia de fazer um festival de cinema fantástico e assim nasce o Fantasporto!
A degradação do edifício tornou-se evidente com o passar dos anos, e o espaço veio a encerrar.
Em 2006, o "Quarteirão de Carlos Alberto" foi a zona seleccionada pela Porto Vivo - Sociedade de Reabilitação Urbana como a sua primeira unidade urbana a reabilitar, num esforço de cativar mais população e comércio para a Baixa do Porto.
Em 2010 a reabilitação do edifício fica concluída e torna-se a primeira obra de requalificação da Baixa do Porto concluída. O espaço é adquirido e, com nova gerência, nasce o novo Luso, o Luso Caffé! Em 2016 passou a ser Café Luso. Um espaço completamente remodelado, preservando a história e o sentimento do antigo Luso, agora com condições de excelência.